# 上海室内乐团
上海室内乐团是曾经存在的一所室内乐团，由指挥家曹鹏、作曲家陈钢等人于1993年创办。
曹鹏担任团长兼首席指挥，乐团成员主要由上海部分乐团的首席组成。成立两年后，乐团难以为继。